# Xian de Foping
Le xian de Foping (佛坪县 ; pinyin : Fópíng Xiàn) est un district administratif de la province du Shaanxi en Chine. Il est placé sous la juridiction de la ville-préfecture de Hanzhong.

## Démographie
La population du district était de 33 853 habitants en 1999.